# Склеп

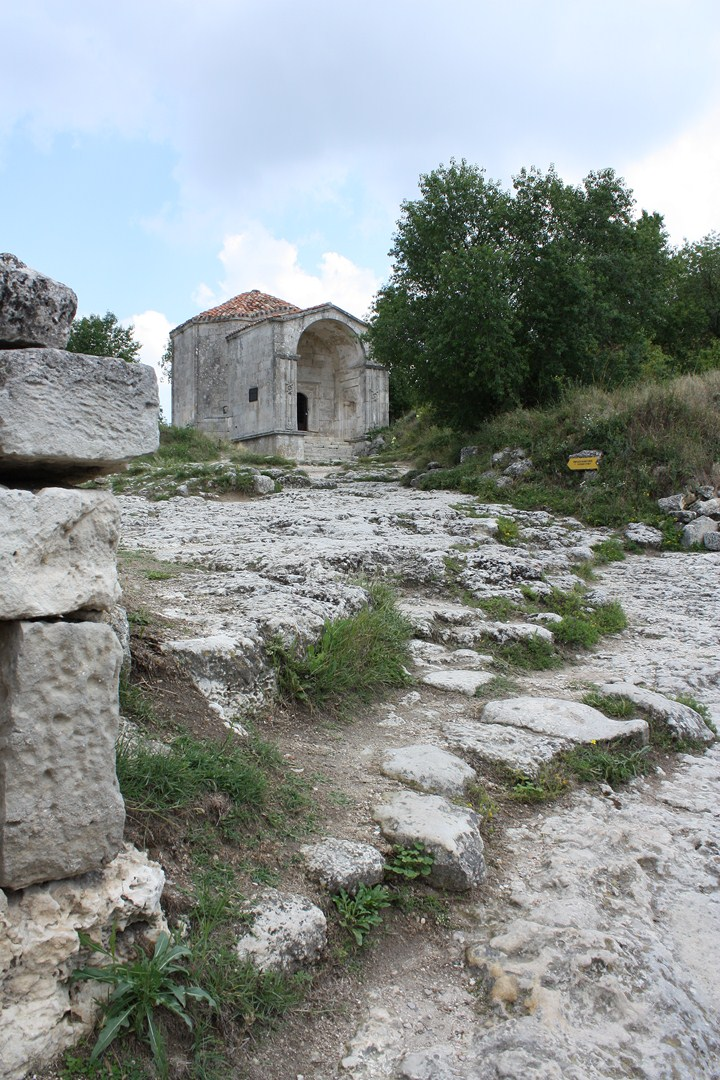
Склеп на старому Байковому кладовищі

Склеп (від пол. sklep — «склепіння», «підвал», від прасл. sъklepъ), гробіве́ць, гробове́ць  — наземна або підземна окрема капітальна споруда, а також особлива ніша в церкві чи храмі, призначена для поховання.
У межах місця поховання, відведеного у встановленому порядку.